# Накано Такэко
Нака́но Такэко (яп. 中野 竹子, 1847(?) — 10 октября 1868) — женщина-самурай, погибшая при защите замка Айдзу-Вакамацу в войне Босин.

## Биография
Накано Такэко, старшая дочь чиновника княжества Айдзу Накано Хэйная (中野 平内), родилась в городе Эдо (современный Токио). Она получила образование как в области литературы, так и боевых искусств, хорошо владела нагинатой. Будучи удочерена своим учителем Акаокой Дайсукэ (赤岡 大助), Накано вместе с ним работала инструктором боевых искусств в 1860-е годы. В Айдзу Такэко впервые очутилась в 1868 году.

Девушки изображают «Женскую армию» Накано Такэко на ежегодном осеннем фестивале «Айдзу Мацури» в 2006 году

В ходе битвы за Айдзу она командовала группой женщин, которые сражались независимо от основных сил княжества, поскольку высшие должностные лица Айдзу запретили им участвовать в бою в качестве официальной части армии. Эта группа позднее была названа «Женским отрядом» (яп. 娘子隊 Дзё:ситай) или «Женской армией» (яп. 娘子軍 Дзё:сигун). Ведя свой отряд в атаку против сил Императорской армии княжества Огаки, Такэко получила пулевое ранение в грудь и попросила свою сестру Юко отрезать ей голову и похоронить её, чтобы она не досталась врагу в качестве трофея. Голова Такэко была доставлена в храм Хокайдзи (в современном посёлке Айдзубангэ префектуры Фукусима) и похоронена под сосной.
Рядом с могилой Такэко в Хокайдзи был установлен памятник. В его сооружении принимал участие адмирал японского флота Дэва Сигэто, происходивший из Айдзу. В шествиях на  «Айдзу Мацури» (会津まつり), ежегодном осеннем фестивале, проходящем в городе Айдзувакамацу, традиционно принимают участие одетые в хакама девушки с белыми повязками на головах, изображающие Такэко и её воинов.